# Alexia Manombe-Ncube
Alexia Manombe-Ncube (* 7. Dezember 1964 in Kalkfeld, Südwestafrika als Alexia Muningirua) ist eine namibische Politikerin. Sie ist seit 2005 für die SWAPO Mitglied der Nationalversammlung. Von 2015 bis 2025 war sie Vizeministerin im Ministerium für Gleichberechtigung, Armutsbekämpfung und soziale Wohlfahrt.

## Leben
Alexia Manombe-Ncube hat einen Klasse-12-Schulabschluss. Nach einem Kurs für Sekretariats- und Verwaltungsaufgaben am Reaton/Anchor College in Südafrika machte sie ein Diplom in Community-based Development am Coady International Institute in Antigonish in Kanada. Von 1990 bis 2005 war sie als Beamtin im Ministerium für Gesundheit und Soziale Dienste tätig. Sie engagierte sich ehrenamtlich für Menschen mit Behinderungen. Sie war Vorsitzende der Namibia Association of Differently Abled Women und stellvertretende Vorsitzende der Southern African Federation of the Disabled.
Im März 2005 wurde Manombe-Ncube von Präsident Hifikepunye Pohamba als nicht-stimmberechtigte Abgeordnete der namibischen Nationalversammlung berufen. Der Präsident Namibias kann jeweils sechs Personen ohne Stimmberechtigung ins Parlament berufen, die eine besondere Expertise mitbringen. Sie war der erste Mensch mit körperlicher Behinderung, die ein Mitglied des namibischen Parlaments wurde. Ihre  Ernennung war ein Zeichen, dass die Regierung Behindertenfragen mehr Beachtung geben wollte. So wurde noch im gleichen Jahr das Parlamentsgebäude umgebaut, so dass es auch für Behinderte zugänglich war.
Bei den folgenden Parlamentswahlen – 2009, 2014 und 2019 – wurde sie über die Liste der SWAPO in das Parlament gewählt. Sie ist Assistant Whip ihrer Partei. Ihre Schwerpunkte im Parlament sind die Gleichstellung von Frauen und Behindertenfragen.
Seit 2015 ist sie Vizeministerin für Behindertenfragen. Dieses Vizeministerium wurde neu eingerichtet und Manombe-Ncube musste zu Beginn um dessen Eigenständigkeit gegenüber dem Gesundheitsministerium kämpfen. Sie setzt sich für das Mainstreaming von Menschen mit Behinderung ein. Wegen ihrer Arbeit und wegen der Einrichtung des Vizeministerium gilt Namibia als Vorbild in Behindertenfragen in Afrika. 2017 erhielt die Regierung dafür einen Botschafterstatus-Preis von der African Disability Alliance (ADA). Im Dezember 2020 gab Manombe-Ncube den National Disability Mainstreaming Plan der Regierung bekannt, der im Laufe der folgenden fünf Jahre umgesetzt werden soll.
Alexia Manombe-Ncube war mit dem Simbabwer Jabulani Manombe Ncube (auch bekannt als Jabulani Ncube) verheiratet, der 1975 den National Council for Disabled People of Zimbabwe mitgegründet hatte. Für ihn war es die dritte Ehe. 2012 beging er mit 58 Jahren Suizid.